# شکارچی داینو
شکارچی داینو (به انگلیسی: Dino Stalker) و (به ژاپنی: ガンサバイバー۳ ディノクライシス, Gan Sabaibā Surī Dino Kuraishisu) یک بازی ویدئویی به سبک لایت گان شوتر است که توسط توس کو توسعه یافته و به‌وسیلهٔ  کپ‌کام به‌طور انحصاری برای کنسول پلی‌استیشن ۲ منتشر شد. این بازی برای نخستین بار در ۲۷ ژوئن ۲۰۰۲ در ژاپن منتشر شد و در ۹ و ۲۰ سپتامبر همان سال به ترتیب در منطقه آمریکای شمالی و منطقه پال نیز منتشر گشت. سبک بازی ترس و بقا است که به شکل تیراندازی اول شخص انجام می‌گیرد.
داینو استاکر یک بازی تیراندازی از نوع اسلحه نوری است که در سال ۲۰۰۲ توسط تیم توسعه‌دهنده توز ساخته شد و به صورت انحصاری توسط شرکت کپکام برای کنسول پلی‌استیشن ۲ منتشر گردید. این بازی به عنوان یکی از مشتقات سری بازی‌های تیراندازی رزیدنت ایول محسوب می‌شود، اما با این تفاوت که داستان آن بر اساس مجموعه داینو کریسیس بنا شده است.
اگرچه امکان انجام بازی با کنترلر معمولی نیز وجود دارد، اما استفاده از اسلحه نوری برای تجربه بهتر توصیه می‌شود. داینو استاکر یکی از چندین بازی تولید شده توسط کپکام است که تلاش کرده است فاصله بین بازی‌های سنتی تیراندازی با اسلحه نوری و بازی‌های معمولی که آزادی عمل بیشتری در کنترل شخصیت به بازیکن می‌دهند را کاهش دهد.
این بازی با ترکیب مکانیک‌های دو سبک مختلف، تجربه منحصر به فردی را برای علاقه‌مندان به هر دو سبک بازی ارائه می‌دهد.

## خلاصه داستان
مایک وایرد، خلبان جنگنده دوران جنگ جهانی دوم، در سال ۱۹۴۳ در آستانه مرگ در آسمان قرار دارد. در لحظه‌ای که گلوله‌ها به او نزدیک می‌شوند و پیش از آنکه بتواند با چتر نجات خود را نجات دهد، به طرز مرموزی به زمانی پر از خزندگان پرنده ماقبل تاریخ منتقل می‌شود. او موفق می‌شود این موجودات را از بین ببرد و با پائولا آشنا می‌شود، بازمانده‌ای از بازی داینو کریسیس ۲ که می‌تواند انگلیسی صحبت کند اما قادر به گفتن جملات طولانی نیست.
در طول سفر خود در مراحل مختلف تحت راهنمایی پدر پائولا، دیلان، مایک با استفاده از اسلحه ویژه‌ای که به دست آورده، گروه‌های مختلفی از دایناسورهای وحشی را شکست می‌دهد. در نهایت او با رهبر باهوش آنها به نام ترینیتی که کنترل دیگر دایناسورها را در دست داشت، مبارزه کرده و آن را شکست می‌دهد. با وجود عشقش به پائولا، مایک مجبور است به لحظه‌ای دقیقاً قبل از مرگ قریب‌الوقوع خود بازگردد.
پائولا سپس با تغییر مقیاس زمانی باعث ناپدید شدن گلوله‌ها می‌شود تا از مرگ مایک جلوگیری کند. مایک توسط مردانی در یک قایق نجات می‌یابد و متوجه می‌شود که پائولا کسی بوده که او را نجات داده است. این داستان ترکیبی جذاب از سفر در زمان، ماجراجویی و رمانتیک را ارائه می‌دهد که در دنیای داینو کریسیس رخ می‌دهد.

## نویسنده
نوبورو سوگیمورا به همراه یاسویوکی سوزوکی داستان این بازی را نوشته است. نوبورو سوگیمورا نویسنده معروف ژاپنی که از آثار مهم اش می‌توان به نویسندگی بازی رزیدنت ایول ۲ و نویسنده اصلی و سرپرست نویسندگان سه‌گانه اونیموشا و داینو کرایسیس اشاره کرد، در سال ۲۰۰۵ درگذشت.

## شخصیت‌ها
مایک، شخصیت اصلی این بازی بوده و دیلان مورتون و پاولا مورتون نیز از شخصیت‌های اصلی داستان این بازی هستند که آن‌ها در داینو کرایسیس ۲ حضور داشتند.